# Campionati del mondo di atletica leggera 2019 - Salto triplo femminile
La specialità del salto triplo femminile dei campionati del mondo di atletica leggera 2019 si è svolta tra il 3 e il 5 ottobre allo Stadio internazionale Khalifa di Doha, in Qatar.

## Podio
| Pos.    | Atleta            | Nazionalità | Misura  |
| ------- | ----------------- | ----------- | ------- |
| Oro     | Yulimar Rojas     | Venezuela   | 15,37 m |
| Argento | Shanieka Ricketts | Giamaica    | 14,92 m |
| Bronzo  | Caterine Ibargüen | Colombia    | 14,73 m |

## Situazione pre-gara

### Record
Prima di questa competizione, il record del mondo (RM) e il record dei campionati (RC) erano i seguenti.
| Record                | Prestazione | Atleta                | Data                            | Competizione  |
| --------------------- | ----------- | --------------------- | ------------------------------- | ------------- |
| Record mondiale       | 15,50 m     | Inesa Kravec' Ucraina | 10 agosto 1995 Göteborg, Svezia | Mondiali 1995 |
| Record dei campionati | 15,50 m     | Inesa Kravec' Ucraina | 10 agosto 1995 Göteborg, Svezia | Mondiali 1995 |

### Campionesse in carica
Le campionesse in carica, a livello mondiale e olimpico, erano:
| Campionessa | Atleta                     | Prestazione | Data                                   | Competizione                |
| ----------- | -------------------------- | ----------- | -------------------------------------- | --------------------------- |
| Olimpico    | Caterine Ibargüen Colombia | 15,17 m     | 14 agosto 2016 Rio de Janeiro, Brasile | Giochi della XXXI Olimpiade |
| Mondiale    | Yulimar Rojas Venezuela    | 14,91 m     | 7 agosto 2017 Londra, Regno Unito      | Mondiali 2017               |

### La stagione
Prima di questa gara, gli atleti con le migliori tre prestazioni dell'anno erano:
| Pos. | Atleta                     | Prestazione | Data                             |
| ---- | -------------------------- | ----------- | -------------------------------- |
| 1    | Yulimar Rojas Venezuela    | 15,41 m     | 6 settembre 2019 Andújar, Spagna |
| 2    | Shanieka Ricketts Giamaica | 14,93 m     | 29 agosto 2019 Zurigo, Svizzera  |
| 3    | Caterine Ibargüen Colombia | 14,85 m     | 5 luglio 2019 Losanna, Svizzera  |

## Risultati

### Qualificazione
La gara si è svolta il 3 ottobre alle ore 16:40.
Si qualificano alla finale le atlete che raggiungono i 14,30 m (Q) o le migliori dodici (q).
| Pos | Gruppo | Atleta             | Nazionalità | 1ª prova | 2ª prova | 3ª prova | Risultato | Note |
| --- | ------ | ------------------ | ----------- | -------- | -------- | -------- | --------- | ---- |
| 1   | A      | Shanieka Ricketts  | Giamaica    | 14,42    |          |          | 14,42     | Q    |
| 2   | A      | Caterine Ibargüen  | Colombia    | 13,97    | 14,32    |          | 14,32     | Q    |
| 3   | A      | Olha Saladukha     | Ucraina     | x        | x        | 14,32    | 14,32     | Q    |
| 4   | B      | Yulimar Rojas      | Venezuela   | x        | 14,31    |          | 14,31     | Q    |
| 5   | A      | Keturah Orji       | Stati Uniti | 14,30    |          |          | 14,30     | Q    |
| 6   | A      | Kristiina Mäkelä   | Finlandia   | 14,26    | 14,10    | 14,06    | 14,26     | q    |
| 7   | B      | Rouguy Diallo      | Francia     | 14,25    | 14,04    | x        | 14,25     | q    |
| 8   | B      | Ana Peleteiro      | Spagna      | 14,11    | 14,23    | –        | 14,23     | q    |
| 9   | B      | Tori Franklin      | Stati Uniti | 14,23    | x        | 13,86    | 14,23     | q    |
| 10  | A      | Patrícia Mamona    | Portogallo  | 14,21    | 11,95    | 14,18    | 14,21     | q    |
| 11  | B      | Kimberly Williams  | Giamaica    | 14,20    | 13,75    | 13,73    | 14,20     | q    |
| 12  | B      | Elena Panțuroiu    | Romania     | x        | 14,12    | 14,02    | 14,12     | q    |
| 13  | B      | Olga Rypakova      | Kazakistan  | 14,09    | 14,05    | x        | 14,09     |      |
| 14  | B      | Dovilė Kilty       | Lituania    | 14,01    | 14,09    | 12,62    | 14,09     |      |
| 15  | B      | Liadagmis Povea    | Cuba        | 14,01    | 14,08    | 13,98    | 14,08     |      |
| 16  | A      | Gabriela Petrova   | Bulgaria    | 13,84    | 13,98    | x        | 13,98     |      |
| 17  | B      | Ottavia Cestonaro  | Italia      | x        | 13,97    | x        | 13,97     |      |
| 18  | A      | Evelise Veiga      | Portogallo  | 13,48    | 13,89    | 13,58    | 13,89     |      |
| 19  | B      | Yosiris Urrutia    | Colombia    | x        | 13,77    | 13,73    | 13,77     |      |
| 20  | B      | Susana Costa       | Portogallo  | 13,71    | 13,77    | 13,65    | 13,77     |      |
| 21  | A      | Iryna Vaskouskaya  | Bielorussia | 13,67    | 13,57    | 12,48    | 13,67     |      |
| 22  | A      | Diana Zagainova    | Lituania    | 13,58    | x        | 13,64    | 13,64     |      |
| 23  | A      | Patricia Sarrapio  | Spagna      | 13,58    | 13,40    | 13,46    | 13,58     |      |
| 24  | A      | Liuba Zaldívar     | Ecuador     | 13,48    | 13,56    | 13,16    | 13,56     |      |
| 25  | B      | Anna Krasutska     | Ucraina     | 13,16    | 13,14    | 13,09    | 13,16     |      |
| 26  | B      | Aleksandra Nacheva | Bulgaria    | 13,05    | x        | 12,71    | 13,05     |      |

### Finale
La gara si è svolta il 5 ottobre a partire dalle ore 20:35.
| Pos | Atleta            | Nazionalità | 1ª prova | 2ª prova | 3ª prova | 4ª prova | 5ª prova | 6ª prova | Risultato | Note                                     |
| --- | ----------------- | ----------- | -------- | -------- | -------- | -------- | -------- | -------- | --------- | ---------------------------------------- |
|     | Yulimar Rojas     | Venezuela   | 14,87    | 15,37    | x        | 15,18    | 14,77    | x        | 15,37     |                                          |
|     | Shanieka Ricketts | Giamaica    | 14,81    | 14,76    | 14,92    | 14,72    | 14,85    | x        | 14,92     |                                          |
|     | Caterine Ibargüen | Colombia    | 14,16    | x        | 14,40    | 14,46    | 14,73    | 14,47    | 14,73     |                                          |
| 4   | Kimberly Williams | Giamaica    | 14,64    | 14,64    | 14,53    | x        | x        | 14,17    | 14,64     | Miglior prestazione personale            |
| 5   | Olha Saladukha    | Ucraina     | 14,52    | 14,40    | x        | 12,34    | 14,25    | 14,05    | 14,52     | Miglior prestazione personale stagionale |
| 6   | Ana Peleteiro     | Spagna      | 14,47    | 13,41    | x        | 14,27    | 14,20    | 14,20    | 14,47     |                                          |
| 7   | Keturah Orji      | Stati Uniti | x        | 14,46    | x        | 14,37    | 14,24    | 14,45    | 14,46     |                                          |
| 8   | Patrícia Mamona   | Portogallo  | 14,40    | 14,34    | 14,30    | 14,17    | x        | x        | 14,40     |                                          |
| 9   | Tori Franklin     | Stati Uniti | 14,07    | x        | 14,08    |          |          |          | 14,08     |                                          |
| 10  | Rouguy Diallo     | Francia     | x        | x        | 14,08    |          |          |          | 14,08     |                                          |
| 11  | Elena Panțuroiu   | Romania     | 14,07    | x        | x        |          |          |          | 14,07     |                                          |
| 12  | Kristiina Mäkelä  | Finlandia   | 13,81    | 13,99    | 13,74    |          |          |          | 13,99     |                                          |